# Turuptiana
Turuptiana é um gênero de traça pertencente à família Arctiidae.